# Serjania peruviana
Serjania peruviana är en kinesträdsväxtart som beskrevs av Ludwig Radlkofer. Serjania peruviana ingår i släktet Serjania och familjen kinesträdsväxter. Inga underarter finns listade i Catalogue of Life.